# 草月ホール
草月ホール（そうげつホール、Sogetsu Hall）は、東京・赤坂の草月会館内にあるホールである。草月会館とともに、一般財団法人草月会が所有・運営している。

## 概要
1927年（昭和2年）に創流されたいけばな草月流の50周年を記念して開業した。座席数は530席で、前列5列と2階、3階席の一部が可動席になっている。草月会主催の式典をはじめ、外部の演劇公演や試写会などにも対応している。

## 草月会館
草月ホールが所在する草月会館は、草月流の総本部であり、ホールは同会館の地下にある。
草月会館は建築家・丹下健三が設計し、1958年（昭和33年）6月に初代の建物が竣工。その後1977年（昭和52年）に現在の建物に再建された。会館は芸術家、イサム・ノグチによる石庭を備え、外装のカーテンウォールには赤坂御所と青山通りの緑が映しこまれるようになっている。
上層階はオフィスとして賃貸されており、デザイン会社nendoの本社などが入居している。

### 施設
- 草月プラザ
- いけばな教室

## アクセス
- 東京メトロ銀座線、半蔵門線、都営地下鉄大江戸線　青山一丁目駅
  - 南青山4番出口　徒歩5分
- 東京メトロ銀座線、丸ノ内線　赤坂見附駅
  - A出口　徒歩10分